# 金蝶国際
金蝶国際（きんちょうこくさい、中国語: 金碟国际、英文名称：Kingdee）は中国深圳に本社がある中国最大のソフトウェア会社のひとつである。1993年に設立され、ERPソフトなどを販売しており、またシステム・インテグレーションも主な業務で、用友軟件などが競争相手である。
2007年、IBMとLenman Bothersが金蝶国際に投資している。